# گلوریشی‌ها
گلوریشی‌ها (نام علمی: Threnetes) نام یک سرده از زیرخانواده مرغ گوشه‌گیر است.

## گونه‌ها
- گلوریشی دم‌روشن، Threnetes leucurus (formerly in T. niger)
- گلوریشی دودی، Threnetes niger
- گلوریشی دم‌نواری، Threnetes ruckeri